# Dobrewci (obwód Wielkie Tyrnowo)
Dobrewci (bułg. Добревци) – wieś w Bułgarii, w obwodzie Wielkie Tyrnowo, w gminie Elena. W 2024 roku liczyła 6 mieszkańców.